# Николаевский портовый элеватор

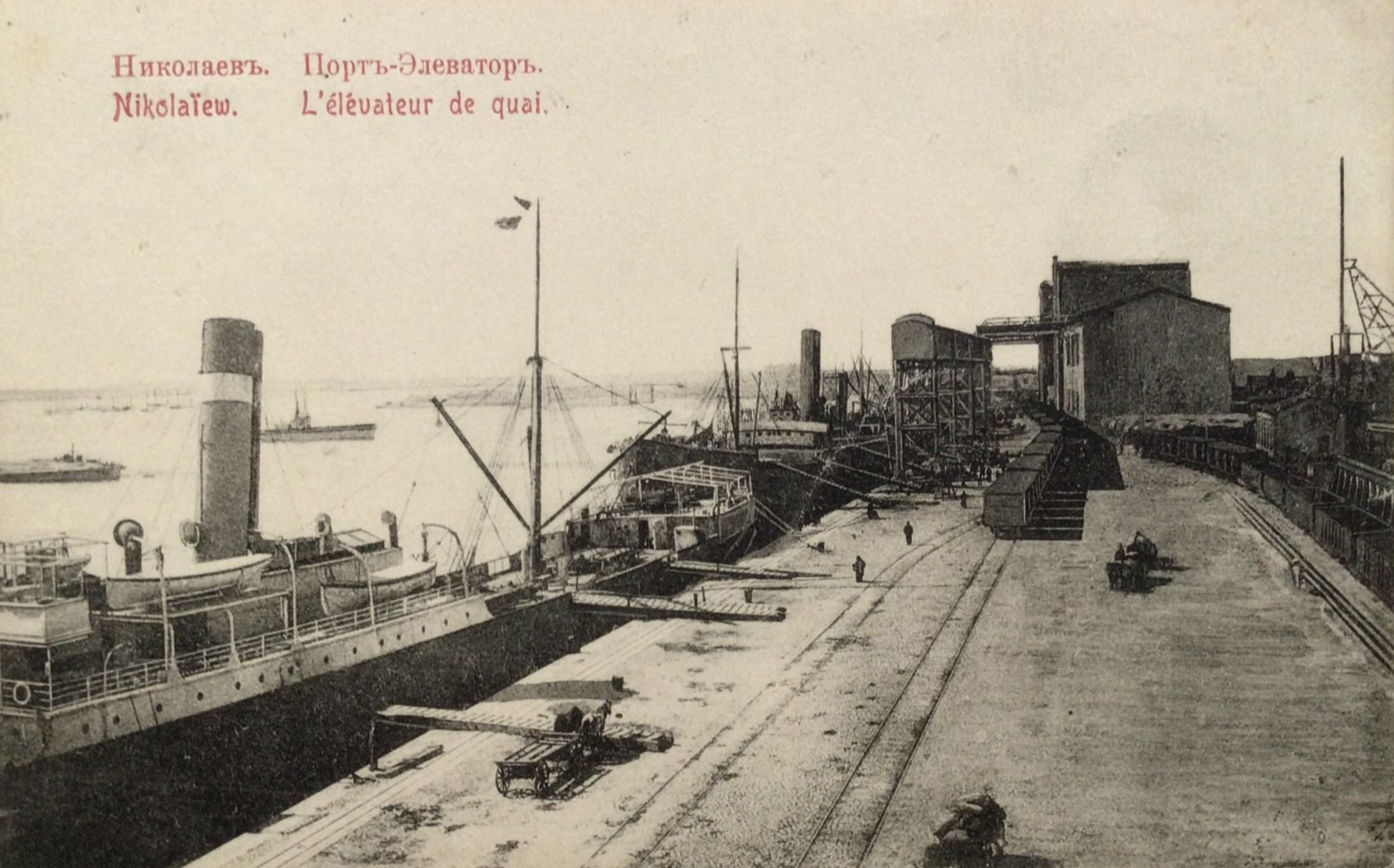
Николаевский портовый элеватор в начале 1900-х годов

Николаевский портовый элеватор (укр. Миколаївський портовий елеватор) — предприятие пищевой промышленности на территории морского торгового порта в городе Николаев.

## История
Элеватор из монолитного железобетона ёмкостью 41 тыс. тонн был построен в 1930 году в соответствии с первым пятилетним планом развития народного хозяйства СССР. На момент ввода в эксплуатацию он являлся одним из крупнейших элеваторов в СССР и Европе (и третьим по величине элеватором в мире).
В ходе боевых действий Великой Отечественной войны и в период немецкой оккупации предприятие пострадало, но высадившийся 26 марта 1944 в порту Николаева десант 384-го отдельного батальона морской пехоты помешал немцам уничтожить элеватор. В дальнейшем, предприятие было восстановлено и возобновило работу.
В соответствии с девятым пятилетним планом развития народного хозяйства СССР элеватор был расширен: после введения в эксплуатацию в 1972 году двух силосных корпусов общей ёмкостью 28 тыс. тонн общая рабочая ёмкость элеватора увеличилась до 69 тыс. тонн.
После провозглашения независимости Украины элеватор перешёл в ведение министерства сельского хозяйства и продовольствия Украины.
В марте 1995 года Верховная Рада Украины внесла элеватор в перечень предприятий, приватизация которых запрещена в связи с их общегосударственным значением.
После создания в августе 1996 года государственной акционерной компании "Хлеб Украины" элеватор стал дочерним предприятием ГАК "Хлеб Украины".
После создания 11 августа 2010 года Государственной продовольственно-зерновой корпорации Украины элеватор был включён в состав предприятий ГПЗКУ.
В апреле 2013 года ГПЗКУ сообщила о намерении модернизировать Николаевский портовый элеватор с увеличением мощности, в декабре 2013 года были начаты работы по сооружению двух автомобилеразгрузочных комплексов (которые предусматривалось завершить в 2014 - 2015 гг.).
В декабре 2015 года на элеваторе был введён в эксплуатацию 100-тонный автомобилеразгрузчик, оснащённый автомобильными весами.
В 2016 году на элеваторе были установлены автоматические пробоотборники производства итальянской компании "Stork".

## Современное состояние
Основными функциями предприятия являются приём, хранение и отгрузка (в том числе, на экспорт) зерновых культур (пшеницы и ячменя), а также семян масличных культур (рапса и подсолнечника).
Общая рабочая ёмкость элеватора составляет 69 тыс. тонн.